# 투르네

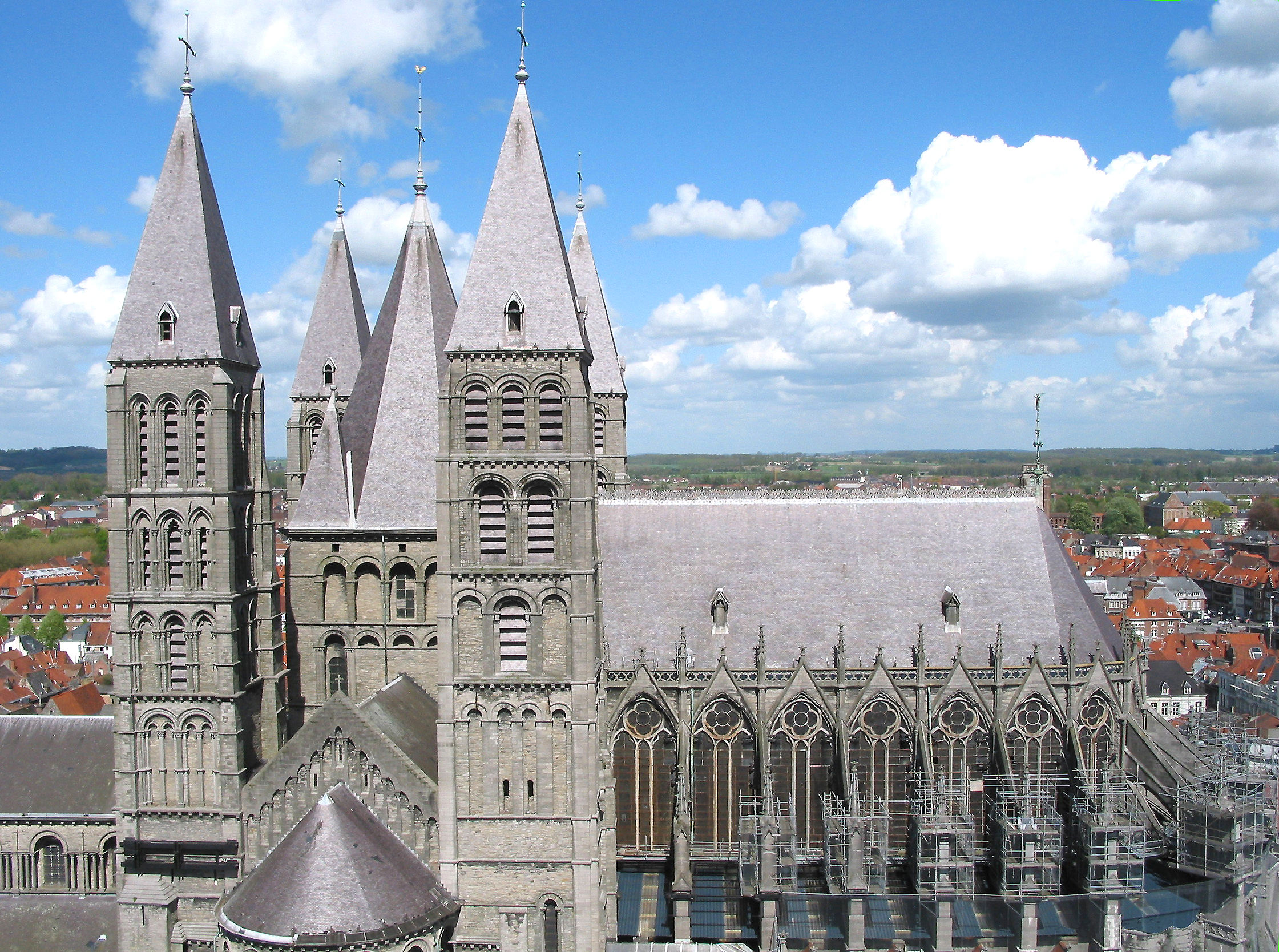
투르네 성당

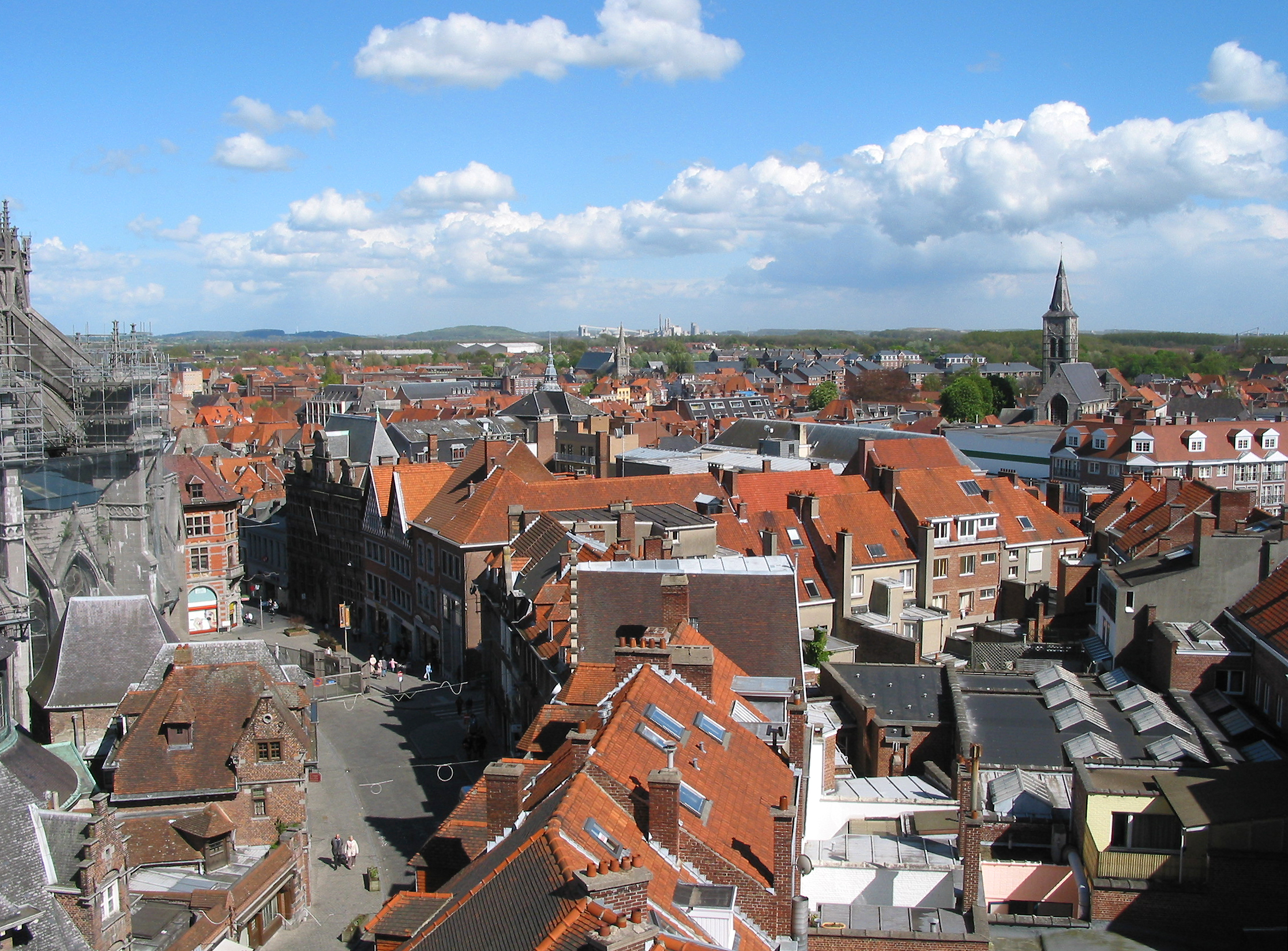
투르네 시가지

투르네(프랑스어: Tournai, 네덜란드어: Doornik 도르닉[*], 라틴어: Tornacum 토르나쿰[*])는 벨기에 왈롱에 위치한 도시로 면적은 213.75km2, 인구는 69,593명(2012년 기준), 인구 밀도는 330명/km2이다. 브뤼셀에서 남서쪽으로 85km 정도 떨어진 곳에 위치하며 스헬더강과 접한다. 행정 구역상으로는 에노주에 속한다. 통에런과 함께 벨기에에서 가장 오래된 도시 가운데 한 곳이며 벨기에의 문화사에서 중요한 역할을 했던 도시이다.

시기
시 문장

## 역사
로마 제국 시대에 병영 도시로 건설되었으며 432년 잘리어 프랑크족에 점령되었다. 메로빙거 왕조의 군주 클로비스 1세가 태어난 곳이며 1653년에는 그의 아버지인 힐데리히 1세의 무덤이 발굴되었다. 프랑크 왕국의 도시가 된 이후에 주교좌가 설치되었으며 862년 플란데런 백작의 소유지가 되었다.
15세기 당시에는 직물 무역의 발전과 함께 성장한 태피스트리 생산으로 크게 발전했다. 1513년부터 1518년까지는 잉글랜드 왕국의 지배를 받았지만 1519년 프랑스에 넘어가게 된다. 16세기 당시에는 칼뱅주의를 전파하는 역할을 담당했지만 1582년 파르마 공(公) 알레산드로 파르네세가 이끄는 스페인 군대에 의해 정복되고 만다.
1667년 루이 14세의 지배를 받고 있던 프랑스에 넘어갔지만 스페인 왕위 계승 전쟁 때 오스트리아가 탈환했다. 18세기에는 도자기 생산으로 널리 알려졌다. 프랑스 혁명 당시에 프랑스에 다시 점령되었고 나중에 성립된 네덜란드 연합 왕국에 편입된다. 1830년 벨기에의 독립과 함께 벨기에에 편입되었다. 제2차 세계 대전 당시인 1940년에는 공습으로 인해 크게 파괴되었지만 나중에 복원되었다.

## 문화
벨기에에서 문화재가 가장 많은 도시 가운데 한 곳으로 여겨진다. 로마네스크 양식과 고딕 양식을 혼합하여 지어진 투르네 성당과 종탑이 유명하며 이들 건축물은 국제 연합 교육 과학 문화 기구(UNESCO, 유네스코) 세계유산으로 지정된 곳이기도 하다. 아르 누보 양식으로 지어진 건축물이 많은 편이다.

## 사진

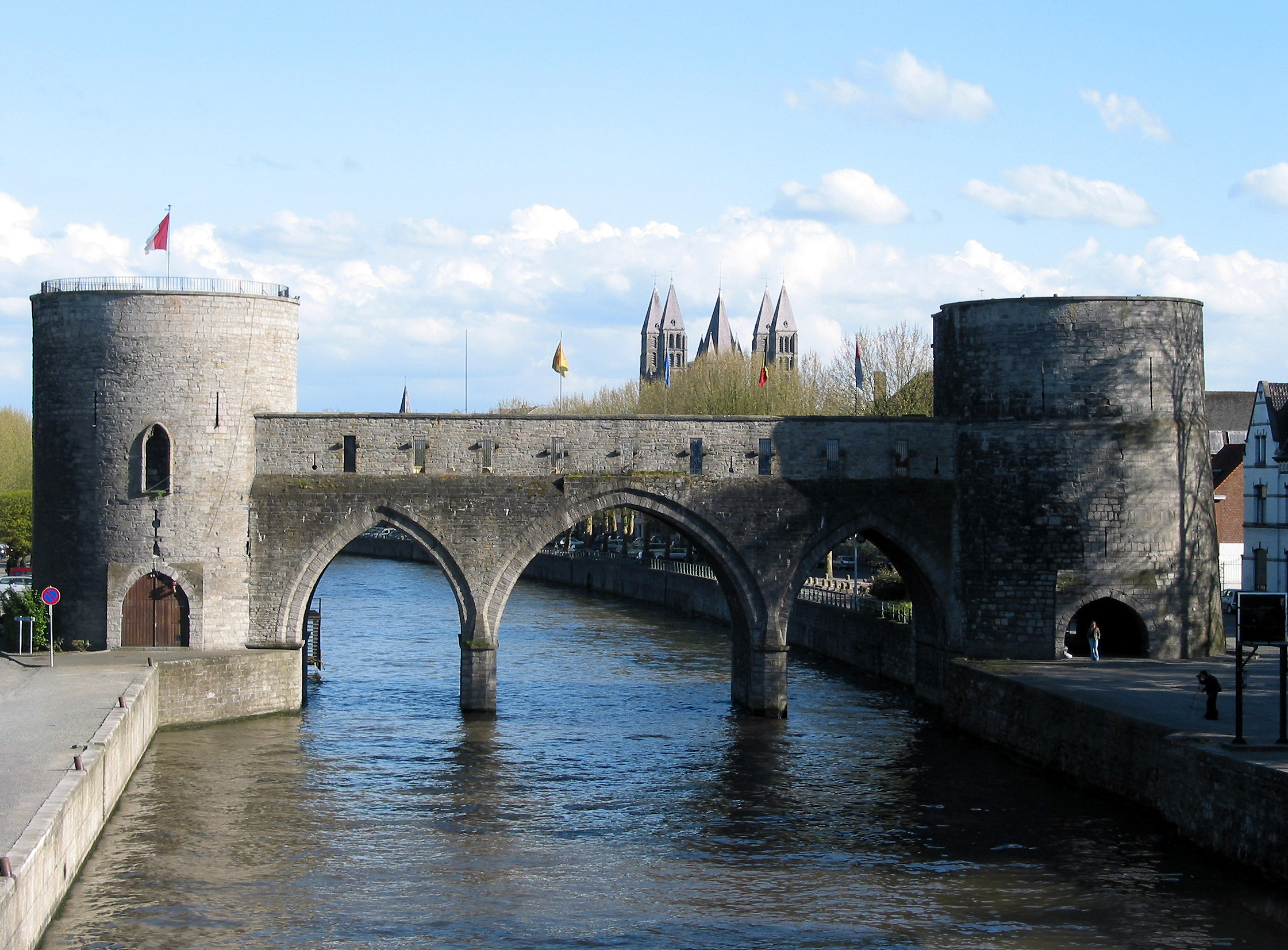
투르네에 있는 다리
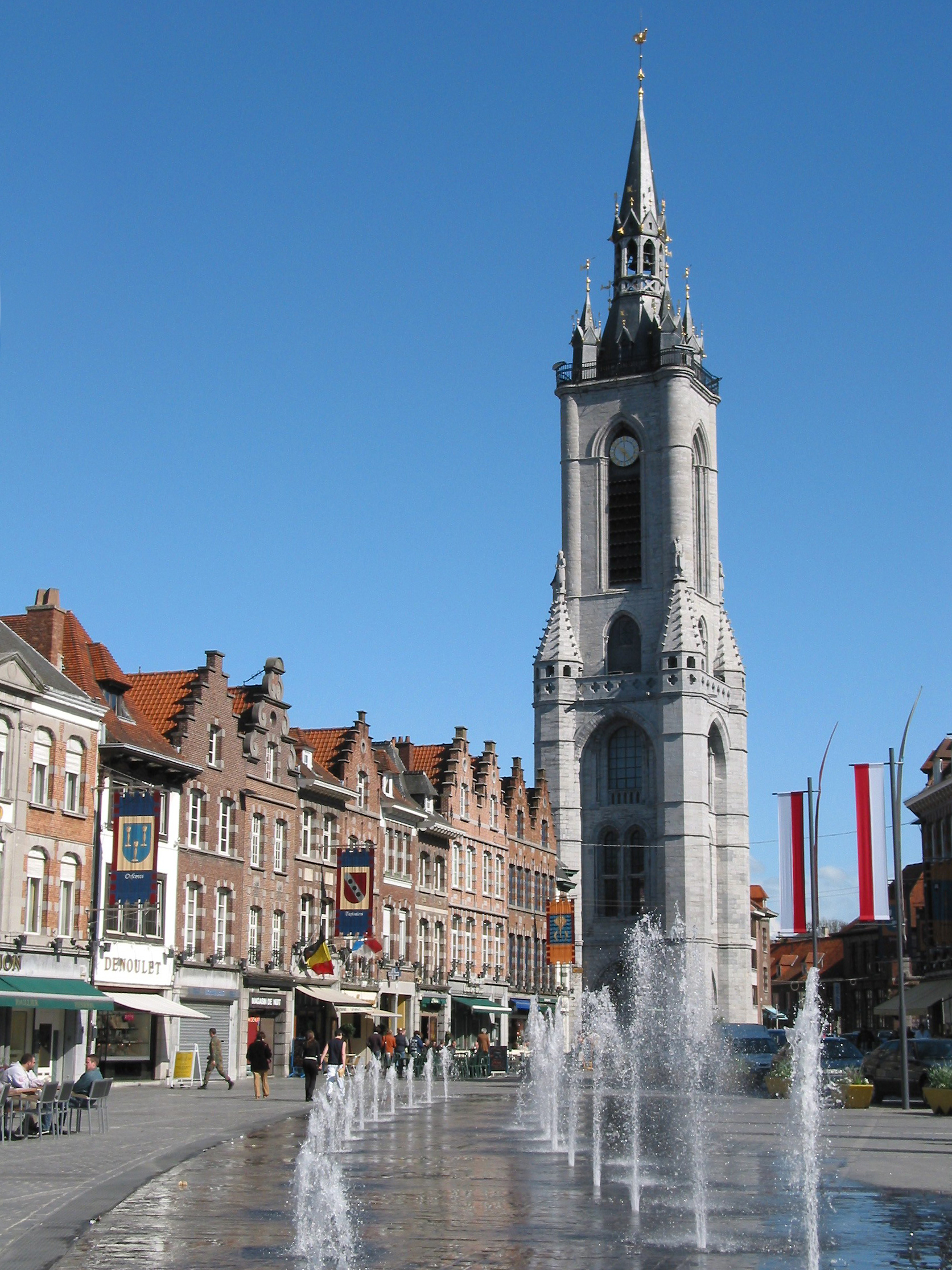
투르네에 있는 종탑
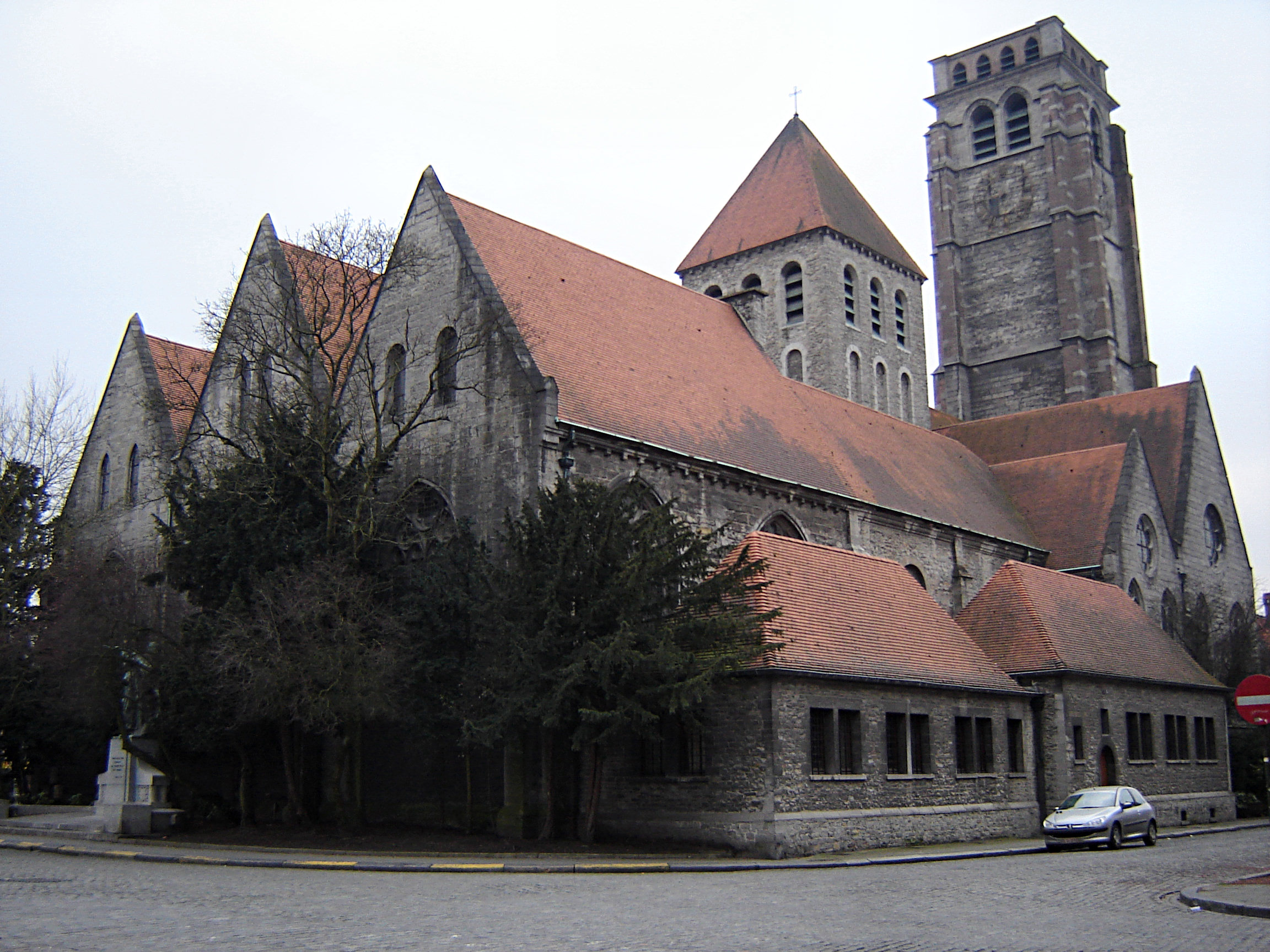
로마네스크 양식으로 지어진 교회

## 자매 도시
- 프랑스 트루아
- 프랑스 빌뇌브다스크